# 西條るり
西條 るり（さいじょう るり、1990年3月1日 - ）とは、日本のAV女優である。オールプロ→リスタープロ所属。

## 略歴
2010年4月に発売されたイメージビデオは、ファミリーマート特典キャンペーンも実施された。同年9月、エスワンから専属AVデビューした。
2013年1月より溜池ゴローに出演し熟女・人妻系AV作品にも出演している。
2016年を最後にフェードアウトしていたが、2022年1月に約6年ぶりに復帰。
2024年4月に完全復帰。
2025年1月よりアタッカーズ専属女優となる。

## 人物
- 趣味はDVD鑑賞とネイル、特技は縄跳び[1]。質感のある乳輪を持つMカップである[4]。

- AVプロデューサーの末長薫人は「麻美ゆま、吉沢明歩らとともに2010年代のエスワンを盛り上げた立役者の一人」と評した[5]。

## 作品

### イメージビデオ
- 111cm Mcup（2010年4月2日、日本メディアサプライ）
- 未満 『AV無理』（2010年7月1日、未満）

### アダルトビデオ
2010年
- 新人NO.1 STYLE Mカップ111センチ（9月7日、エスワン）[1]
- Mカップ密着接吻セックス（10月7日、エスワン）[1]
- 甘えてくるMカップのおっぱい3時間スペシャル（11月7日、エスワン）[1]
- 淫乱Mカップ男喰い（12月7日、エスワン）[1]

2011年
- イキ狂い（1月7日、エスワン）[1]
- パイズリMカップ爆乳狭射（2月7日、エスワン）[1]
- S1 24時間（2月19日、エスワン）
- 先生のMカップおっぱいがエロすぎて困るんです。（3月7日、エスワン）[1]
- 爆乳フェロモン風俗嬢（4月7日、エスワン）[1]
- 3D EVOLUTION 進化する立体映像で魅せる新次元Mカップセックス（5月7日、エスワン）[1]
- 凌辱ボディ 〜無抵抗な爆乳〜（6月7日、エスワン）[1]
- 爆乳インストラクター（7月7日、エスワン）[1]
- 騎乗位ハメ狂い（8月7日、エスワン）[1]
- エスワン8時間Special（9月7日、エスワン）個人総集編[1]
- 交わる体液、濃密セックス特別編 爆乳ボディ大乱交〜任務前夜の淫らな捜査官たち〜（9月7日、エスワン）[1]
- 爆乳ワイセツ痴漢（10月7日、エスワン）[1]
- どろどろ 濃厚汁だくセックス（11月7日、エスワン）[1]
- 秘密捜査官の女たち 特別編 仕組まれた偽りのミッション（12月7日、エスワン）[1]
- 爆乳パイズリ筆おろし（12月19日、エスワン）[1]

2012年
- 泥酔助平 放尿・呑みすぎ・大乱交（1月19日、エスワン）[1]
- SSS-BODY 本作のM呼称はエムではなくマキシマムである。（2月13日、E-BODY）
- 爆乳青姦露出（3月19日、エスワン）[1]
- 秘密捜査官の女達 完全版（4月7日、エスワン）[1]
- 爆乳激イカセFUCK3時間スペシャル（4月19日、エスワン）[1]
- 即ズボ! まさかの不意打ちゲリラセックス（5月19日、エスワン）[1]
- ハレンチ爆乳リポーター（6月19日、エスワン）[1]
- 着衣爆乳 揉みまくりセックス（7月19日、エスワン）
- エスワン8時間Special2（8月19日、エスワン）個人総集編
- イッテもイカセても止まらない腰振り（9月7日、エスワン）
- 淫乱痴女ナース×西條るり（12月16日、MAXING）

2013年
- 中出し超高級ソープ嬢（1月10日、SODクリエイト）
- 僕だけの巨乳女教師ペット 生け贄女教師調教編（1月13日、溜池ゴロー）
- 青姦露出-神出鬼没なMcup111cm痴女-（1月25日、美）
- 超-巨乳のアングル（2月1日、ワンズファクトリー）
- 義母奴隷（2月13日、溜池ゴロー）
- Iカップ以上限定!! 超乳ボディV・I・P ハーレムSPECIAL（2月13日、MOODYZ）
- こんな谷間のパイズリが気持ち良い!! 5シチュエーションALL谷間中出しSEX＋パイズリ（2月19日、OPPAI)
- 凄いパイズリ、凄い挟射MANIAX（3月1日、MOODYZ）
- 鬼パイズリ地獄（3月8日、ケイ・エム・プロデュース）
- 隣の爆乳人妻がノーブラで我慢できない（3月19日、OPPAI）
- 爆乳マニアのお家へ西條るりをお届け（6月1日、MOODYZ）
- 濃密着ローションSex 111cm Mcup（6月19日、OPPAI）
- 夫よりも義父を愛して…。（6月25日、マドンナ）
- 拘束路線バス（8月22日、ATOM）
- E-BODY×kira☆kira×kawaii*×Madonna×ATTACKERS 5メーカーコラボ作品第1弾!秘湯 淫華温泉 美しきスーパーボディ捜査官（10月13日、E-BODY）
- 近親［無言］相姦 隣にお父さんがいるのよ…（11月1日、VENUS）

2014年
- 性感暴発エビ反りアクメサロン（2月7日、ワープエンタテインメント）
- ねぇ、いま絶対見てたよね？（3月7日、ワープエンタテインメント）
- 魔少年たちの巨乳奥様狩り 2（4月4日、クリスタル映像/NITRO）
- 嫁をマッサージ師に寝取られた（4月13日、VENUS）
- エロ親戚4人と1日で40回も子作り（5月1日、ZUKKON/BAKKON）
- 60歳のワシ（余命半年）が5人の爆乳女子に囲まれながら過ごす、'精子空っぽになるまで抜かれる'贅沢6P生活（9月6日、SODクリエイト）
- 近親相汗 「火照る肉体、蒸れた子宮、ガマンできない親子の本能」（12月7日、VENUS）

2015年
- 母の親友（1月7日、VENUS)
- 3日間滞在して、寝食を共にする超高級美女ソープ（3月5日、アイエナジー）
- S級熟女コンプリートファイル 西條るり4時間（3月13日、VENUS）※単体ベスト
- 社長秘書 中出し20連発（4月9日、アイエナジー）
- 超爆乳の母姉妹と狭苦しい四畳半で汗だく近親相姦生活 2（4月9日、ROCKET）
- 巨乳看護師たちが優しく性処理 おねショタセックス病棟（5月9日、SODクリエイト）
- 彼女のお姉さんは巨乳と中出しOKで僕を誘惑（6月19日、OPPAI）
- スパンデクサーVSグリーンデビル 西條るり（7月10日、GIGA）
- 中出し禁断介護（8月20日、アイエナジー）
- 世界一発射の勢いが凄すぎる男の孕ませドッカーンSEX（9月1日、ROOKIE）※「AV OPEN 2015」エントリー作品
- 現役巨乳女教師の危険日中出しオフ会（10月19日、OPPAI）
- ワイルドボディー（11月1日、ミル）
- セクシーボディーストッキング（11月13日、AVS collector's）
- NEO SHAKE BODY Ver.1（12月13日、AVS collector's）

2016年
- 爆乳痴女妻の男漁り パイズリ射精テクニック（1月19日、OPPAI）
- 超絶品BODYドリーム大乱交SPECIAL（2月1日、MOODYZ）
- 男1人を責め続ける3人の痴女（2月25日、痴女ヘブン）
- Mカップ西條るりBEST（3月25日、痴女ヘブン）※単体ベスト
- 上から目線で男を挟む 淫語パイズリエステサロン（9月1日、Fitch）

2021年
- 蘇る！！バスト111cm爆乳Mcupボディ！西條るり8時間BEST

2022年
- 伝説の爆乳再デビューMcup111cm西條るり1本限定復活（1月20日、Materiall）[6][7]

2024年
- 完全復活Mカップ神乳スーパーボディふたたび！ 大絶頂ワイルドFUCKパイズリ挟射スペシャル 西條るり（4月2日、ムーディーズ）

## 写真集
- 爆乳RURI（2010年5月19日、双葉社、撮影：細井智燿）ISBN 978-4575302202

## 出演

### テレビ
- 闇金ウシジマくん（2010年10月 - 12月、毎日放送）- 小百合役
- ジョージ・ポットマンの平成史 The 22nd chapter（2012年3月10日、テレビ東京）- イメージモデル役